# Eristalis apis
Eristalis apis là một loài ruồi trong họ Ruồi giả ong (Syrphidae). Loài này được Curran mô tả khoa học đầu tiên năm 1939. Eristalis apis phân bố ở vùng Tân Nhiệt đới